# بنجمن اسپیلسبری
بنجمن اسپیلسبری (به انگلیسی: Benjamin Spilsbury) بازیکن فوتبال زادهٔ ۱ اوت ۱۸۶۴ اهل کشور انگلستان که سابقهٔ بازی در تیم ملی فوتبال انگلستان را در کارنامهٔ خود دارد. وی در تاریخ ۲۸ فوریه ۱۸۸۵ نخستین بازی ملی خود را در مقابل تیم ملی فوتبال ایرلند انجام داد و با حضور در ۳ بازی ملی، در تاریخ ۲۷ مارس ۱۸۸۶ واپسین بازی ملی‌اش را در برابر تیم ملی فوتبال اسکاتلند برگزار کرد.
این بازیکن توانسته در بازی‌های ملی، ۵ گل به ثمر برساند.